# Paula Fürst
Paula Fürst (eigentlich: Paula Fuerst; geboren 6. August 1894 in Glogau, Provinz Schlesien; gestorben vermutlich Ende Juni 1942) war eine deutsche Reformpädagogin jüdischer Herkunft.

## Ausbildung und Werdegang

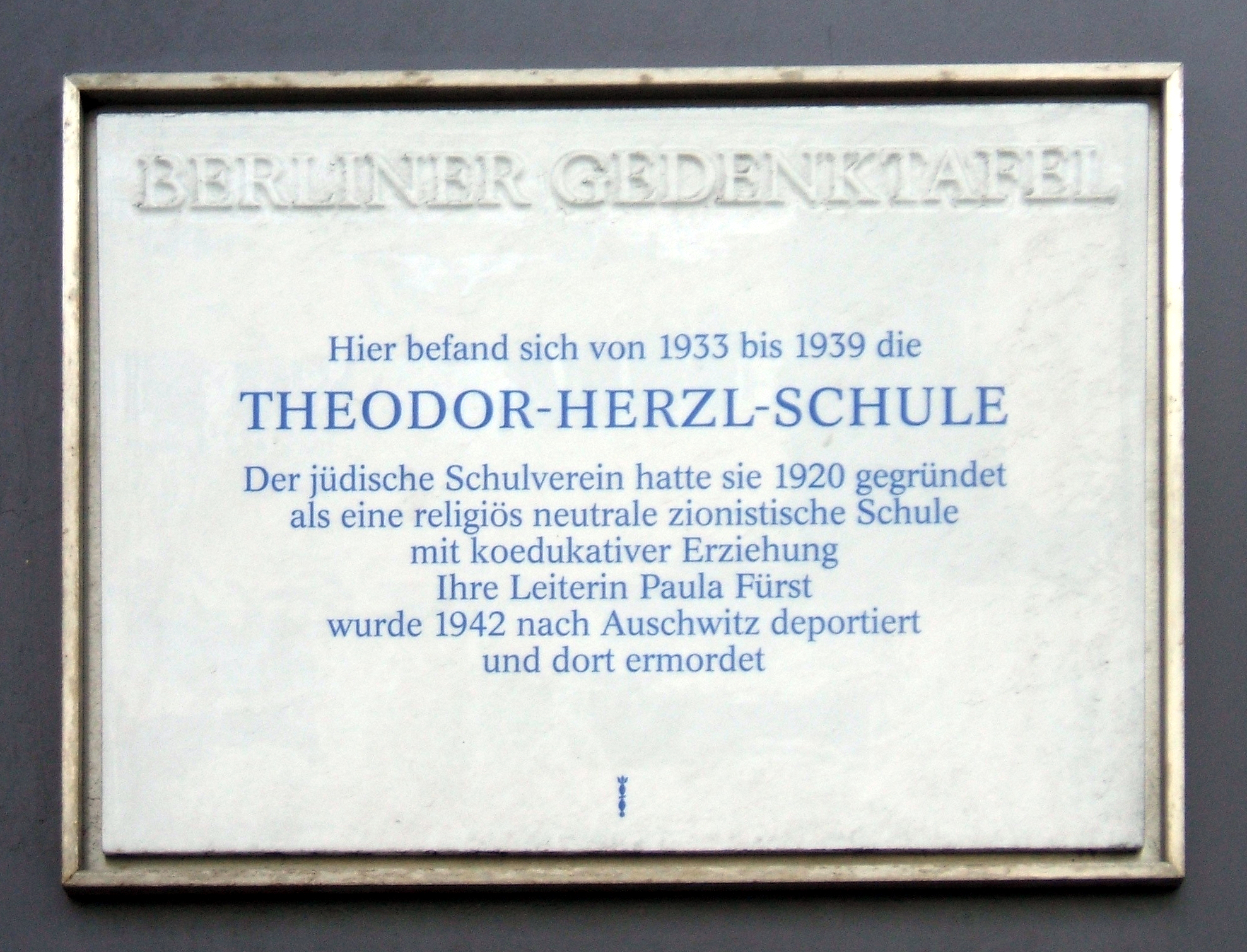
Berliner Gedenktafel am Haus Kaiserdamm 77–79, in Berlin-Charlottenburg

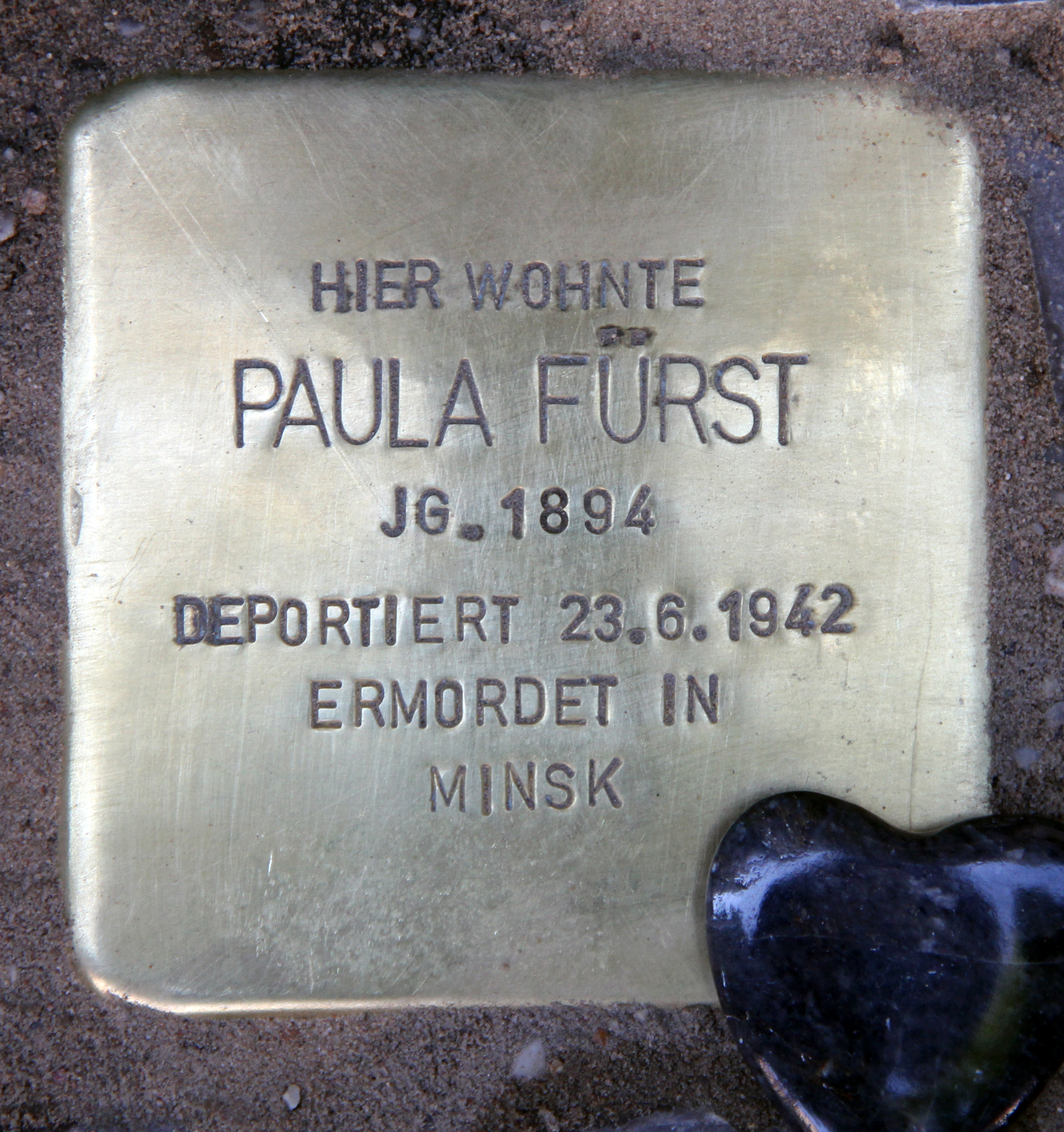
Stolperstein vor ihrem Wohnhaus, Kaiserdamm 101, in Berlin-Charlottenburg

Paula Fürst war das zweite und jüngste Kind des jüdischen Kaufmanns Otto Fürst und dessen Ehefrau Malvine, geb. Rosenberg. Die Mutter siedelte nach dem frühen Tod des Vaters mit ihren beiden Kindern im Jahr 1906 nach Berlin über. Dort besuchte Paula eine höhere Töchterschule, anschließend noch das Victoria Luise-Oberlyzeum, wo sie 1914 erfolgreich das Lehrerinnenexamen ablegte. Anschließend studierte sie Französisch und Geschichte an der Berliner Friedrich-Wilhelm-Universität. Während ihres Studiums war sie über Clara Grunwald mit der Montessoripädagogik in Berührung gekommen. Da die junge Lehrerin von der neuen Erziehung überzeugt war, gab sie ihr Studium auf und widmete sich ganz der Montessori-Pädagogik.
Fürst erwarb durch Studien in Berlin und Rom ein Montessori-Diplom, das sie zur Führung von Montessori-Heimen und -Schulen berechtigte. Als 1926 in Berlin-Wilmersdorf die erste Montessori-Klasse Berlins an der 9. Volksschule eröffnet wurde, übertrug man ihr die Leitung. Neben ihrer Tätigkeit als Lehrerin hielt sie häufig öffentliche Vorträge über die Montessoripädagogik. Dabei betonte sie stets, „daß das Kind, verschieden vom Erwachsenen, ein Recht auf die Entfaltung seines ihm eigenen Wesens hat“.

## Leben und Wirken unter der nationalsozialistischen Diktatur
Fürsts Laufbahn wurde 1933 jäh durch die „Machtergreifung“ der Nationalsozialisten unterbrochen. Die Montessori-Pädagogik wurde bald als undeutsche Pädagogik desavouiert und als unvereinbar mit der NS-Ideologie verboten: „Es ist erwiesen, daß ausschließlich jüdische … Elemente jene Montessori-Pädagogik als willkommene Methode aufgegriffen und für sie Propaganda machten. Denn 1. war die undeutsche und egoistische Haltung ihnen selbst gemäß, und 2. konnten sie unter Zuhilfenahme des wohl durchdachten Montessori-Materials bei den kleinen Kindern jene zersetzende Macht des Individualismus geltend machen, der die Menschen vereinsamt und für eine lebendige Volksgemeinschaft unfähig macht“.
Aufgrund ihrer jüdischen Herkunft wurde Fürst gezwungen, ihre Stellung als Lehrerin aufzugeben. Im gleichen Jahr wurde ihr jedoch die Leitung der Theodor-Herzl-Schule angetragen. Diese zionistisch ausgerichtete Privatschule erfuhr nach der Machtergreifung der Nazis einen regelrechten Ansturm jüdischer Schüler und Schülerinnen, unter ihnen Adin Talbar, Jakob Hirsch und Jona Rosenfeld. Innerhalb eines Jahres war die Zahl der Schüler von 200 auf 600 angestiegen. Da viele Schüler jüdischer Herkunft an den allgemeinen Schulen verstärkten Repressalien und Schikanen ausgesetzt waren, stieg die Anzahl Anmeldungen für den Besuch jüdischer Schulen. Die wenigen solchen Schulen, die von den Nationalsozialisten erlaubt wurden, waren administrativ der „Reichsvereinigung der Juden in Deutschland“ unterstellt.
Der Novemberpogrom 1938 führte im jüdischen Schulwesen in Deutschland zu Chaos und Auflösung. Viele Eltern und Kinder, aber auch Lehrer, versuchten, dem unablässigen nationalsozialistischen Terror durch Flucht ins Ausland zu entkommen. Ein geregelter Schulbetrieb war unter diesen Rahmenbedingungen kaum möglich. Dennoch gelang es Fürst bis zum Herbst 1939, das jüdische Schulwesen neu zu strukturieren und eine kontinuierliche schulische Ausbildung jüdischer Schüler zu gewährleisten. Nach dem Novemberpogrom wurden zudem alle jüdischen Privatschulen verboten. Die Reichsvereinigung der Juden sollte nun für die schulische Bildung der jüdischen Schüler sorgen. Leo Baeck, der Vorsitzende der „Reichsvereinigung“, bot Fürst die Leitung der Schulabteilung in dieser Institution an. In dieser Stellung unterstanden ihr sämtliche jüdischen Schulen in Deutschland. Nach kurzer Bedenkzeit akzeptierte sie das Angebot trotz des schwierigen Umfelds. Eine Kollegin dort wurde ihre Lebensgefährtin, Hannah Karminski.
Im August 1939 begleitete Fürst einen Kindertransport nach London. Großbritannien hatte seine Einwanderungsbestimmungen gelockert und erlaubte 10.000 jüdischen Kindern die Einreise. Obwohl ihr zahlreiche Freunde und Kollegen dringend empfahlen, diese Gelegenheit für eine Emigration nach England zu nutzen, kehrte sie nach Erfüllung der Aufgabe kurz vor Beginn des Zweiten Weltkriegs nach Deutschland zurück. Fürst lehnte jede Möglichkeit, Nazi-Deutschland zu verlassen, mit der Begründung ab, dass das Leben seinen Sinn verlieren würde, ließe sie die ihr anvertrauten Menschen im Stich.

## Zweiter Weltkrieg und letzte Lebensjahre
Der Kriegsbeginn am 1. September 1939 läutete eine neue, noch schwierigere Phase im Bereich des jüdischen Schulwesens ein. Zu dieser Zeit waren in Deutschland ungefähr 9000 Kinder im schulpflichtigen Alter verblieben. Da seit Jahren propagiert wurde, dass Personen jüdischer Abstammung in Deutschland keine Zukunft hätten, hatte sich bereits seit 1933 das Ziel der schulischen Ausbildung auf die Vorbereitung zur Auswanderung (Hachschara) verlagert. Im August 1941 wurde die Auswanderung jedoch generell verboten und die Lebensverhältnisse der verbliebenen jüdischen Familien wurden immer bedrückender. Durch die konsequente Anwendung der Nürnberger Gesetze waren sie vielfach ihrer materiellen Existenzgrundlage beraubt worden und mussten in der Öffentlichkeit beinahe täglich Erniedrigungen über sich ergehen lassen. Ab September 1941 wurden sie in die Konzentrations- und Vernichtungslager Richtung Osten deportiert. Fürst versuchte in dieser Zeit unter größten Anstrengungen dennoch einen halbwegs geregelten Schulbetrieb aufrechtzuerhalten. Ende Juni 1942 verfügten die nationalsozialistischen Verwaltungsstellen jedoch, dass sämtliche jüdischen Schulen mit sofortiger Wirkung zu schließen seien. Zu diesem Zeitpunkt weilte Fürst jedoch schon nicht mehr in Berlin.

## Deportation und Ermordung
Am 19. Juni 1942 hatte die Gestapo das Gebäude der Reichsvereinigung umstellt und wählte etwa 50 Mitarbeiter für die Deportation aus, darunter auch Fürst. Fünf Tage später, am 24. Juni 1942, wurde sie im 16. Osttransport (dem sogenannten „Straftransport der Reichsvereinigung“) gemeinsam mit 201 anderen Personen nach Minsk deportiert. Höchstwahrscheinlich wurde sie dort oder später in einem Vernichtungslager in Osteuropa ermordet.

## Ehrungen
- In Berlin wird Paula Fürst mehrfach gewürdigt: Im November 2000 wurde am Haus Kaiserdamm 17–19 eine Gedenktafel für sie und die Theodor-Herzl-Schule angebracht. Unweit des Kaiserdamms wurde 2009 die Gemeinschaftsschule Charlottenburg gegründet, die 2013 den Namen Paula-Fürst-Schule bekam und in der viele reformpädagogische Unterrichtselemente umgesetzt werden. Ferner tragen eine private Musikschule im Ortsteil Lichterfelde und eine Straße im Stadtteil Lichtenberg ihren Namen.
- Am 11. Juni 2015 wurde vor ihrem ehemaligen Wohnsitz im Haus Kaiserdamm 101 in Berlin-Charlottenburg ein Stolperstein verlegt.
- In Freiburg im Breisgau trägt die freie Schule des Jugendhilfswerks seit Mitte 2008 ihren Namen.
- In Fürstenwalde/Spree wurde 2019 die Berufliche Schule der FAWZ in Berufliche Schule Paula Fürst der FAWZ gGmbH umbenannt.
- In Oberderdingen wurde am 14. Mai 2020 die Eduard-Spranger-Schule Oberderdingen in Paula-Fürst-Schule Oberderdingen umbenannt.

## Schriften (Auswahl)
- Montessori-Erziehung. In: Westermanns Monatshefte, 1927, Heft 851, S. 42 ff.